# Atopsyche banksi
Atopsyche banksi är en nattsländeart som beskrevs av Ross 1953. Atopsyche banksi ingår i släktet Atopsyche och familjen Hydrobiosidae. Inga underarter finns listade i Catalogue of Life.